# 인천 연희동 및 경서동의 두루미 도래지
인천 연희동 및 경서동의 두루미 도래지는 두루미도래지로 1977년 11월 22일 대한민국의 천연기념물 제257호로 지정되었다가, 1984년 5월 22일 천연기념물 지정이 해제되었다.

## 개요
1977년 지정 당시 천연기념물 제257호의 면적은 약 31km2였는데 이는 여의도면적에 10배가 넘는다. 1984년 천연기념물지정이 해제되고 간척사업이 시작되었다. 식량안보를 위한 농토 확대를 위해, 중동건설붐 이후 건설장비들의 활용을 위해 그렇게 동아매립지가 만들어졌다.

## 같이 보기
- 수도권 매립지

## 참고 자료
- 인천 연희동 및 경서동의 두루미 도래지 - 국가유산청 국가유산포털